# Касугаи
Касугаи е град в Япония. Населението му е 307 180 жители (по приблизителна оценка от октомври 2018 г.), а площта му е 92,71 кв. км. Намира се в часова зона UTC+9. Основан е на 1 юни 1943 г. след сливането на друг град с 2 села.